# Oclusiva retrofleja sorda
La oclusiva retrofleja sorda es un tipo de sonido consonántico, usado en algunas lenguas del mundo. El símbolo prescrito por el Alfabeto Fonético Internacional (AFI) que representa a este sonido es  ⟨ʈ ⟩, y el símbolo del X-SAMPA es t`. Como todas las consonantes retroflejas, su símbolo AFI se forma añadiendo un gancho curvado a la derecha situado en la parte inferior de un signo que designa su análoga alveolar más próxima. Muchas "fuentes" o juegos tipográficos para minúsculas ya tienen incorporados el gancho curvado (como por ejemplo ⟨t ⟩), sin embargo ⟨ʈ ⟩ difiere de ⟨t⟩ en la extensión del gancho inferior, que en el caso de la retrofleja baja por debajo de la línea base inferior.

## Características
Los rasgos fonéticos de la oclusiva retrofleja sorda son:
- oclusiva (modo de articulación)
- retrofleja (punto de articulación)
- sorda (tipo de fonación)
- oral
- central-lateral
- pulmónica (mecanismo de corriente de aire)

## Aparición en las lenguas del mundo
| Lengua     | Lengua                 | Palabra    | AFI             | Glosa                      | Notas                                                                            |
| ---------- | ---------------------- | ---------- | --------------- | -------------------------- | -------------------------------------------------------------------------------- |
| Bengalí    | Bengalí                | টাকা         | [ʈɒːkaː]        | 'taka'                     | Contrasta formas no aspiradas y formas con aspiración                            |
| Brahui     | Brahui                 | سىٹ        | [asiʈ ]         | 'uno'                      |                                                                                  |
| Inglés     | Dialectos de India     | 't'ime     | [ʈaɪm]          | 'tiempo'                   | Corresponde a la alveolar /t/ en dialectos de otras regiones.                    |
| Hindi      | Hindi                  | टालना        | [ʈaːl.naː]      | 'posponer'                 | Contrasta formas no aspiradas y formas con aspiración                            |
| Hmong      | Hmong                  | raus       | [ʈàu]           | 'sumergir (en un líquido)' | Contrasta con la forma aspirada (transcrita como ⟨rh⟩).                          |
| Húngaro    | algunos dialectos      | 't'á't'ika | [ʈaːʈikɑ]       | 'linaria'                  | Se corresponde con /t/ en húngaro estándar; estigmatizada en el habla formal.    |
| Javanés    | Javanés                | ba'th'ang  | [baʈaŋ]         | 'cadáver'                  |                                                                                  |
| Kannada    | Kannada                | ತಟ್ಟು        | [tʌʈʈu]         | 'batir'                    | Contrasta formas no aspiradas y formas con aspiración                            |
| Malayalam  | Malayalam              | അഠുക        | [aʈuka]         | 'cocinar'                  | Las variedades formales pueden diferenciar entre formas aspiradas y no aspiradas |
| Maratí     | Maratí                 | बटाटा        | [bəʈaːʈaː]      | 'patata'                   | Contrasta formas no aspiradas y formas con aspiración                            |
| Noruego    | Noruego                | ko'rt'     | [kɔʈː]          | 'tarjeta'                  |                                                                                  |
| Nunggubuyu | Nunggubuyu             | [ʈakowa]   | [ʈakowa]        | 'gamba, langostino'        |                                                                                  |
| Pashto     | Pashto                 | ټول        | [ʈol]           | 'todo'                     |                                                                                  |
| Siciliano  | Siciliano              | 't'renu    | [ˈʈɽɛnu]        | 'tren'                     |                                                                                  |
| Sueco      | Sueco                  | ka'rt'a    | [ˈkʰɑːʈa]       | 'mapa'                     |                                                                                  |
| Tamil      | Tamil                  | எட்டு        | [eʈʈɯ]          | 'ocho'                     |                                                                                  |
| Telugu     | Telugu                 | టఠ్ఠు        | [tʌʈʈu]         | 'golpear'                  | Contrasta formas no aspiradas y formas con aspiración                            |
| Torwali    | Torwali                | ٹىىےل      | [ʈijɛl̥]         | 'palabras'                 | Contrasta formas no aspiradas y formas con aspiración                            |
| Urdu       | Urdu                   | آٹه۔       | [ɑːʈʰ]          | 'ocho'                     |                                                                                  |
| Vietnamita | dialectos meridionales | bạn 'tr'ả  | [ɓaɳ˧ˀ˨ʔ ʈa˧˩˧] | 'pagas'                    | Pue realizarse ligeramente africada.                                             |
| Welayta    | Welayta                | [ʈaza]     | [ʈaza]          | 'rocío'                    |                                                                                  |